# Iglice Tabarki

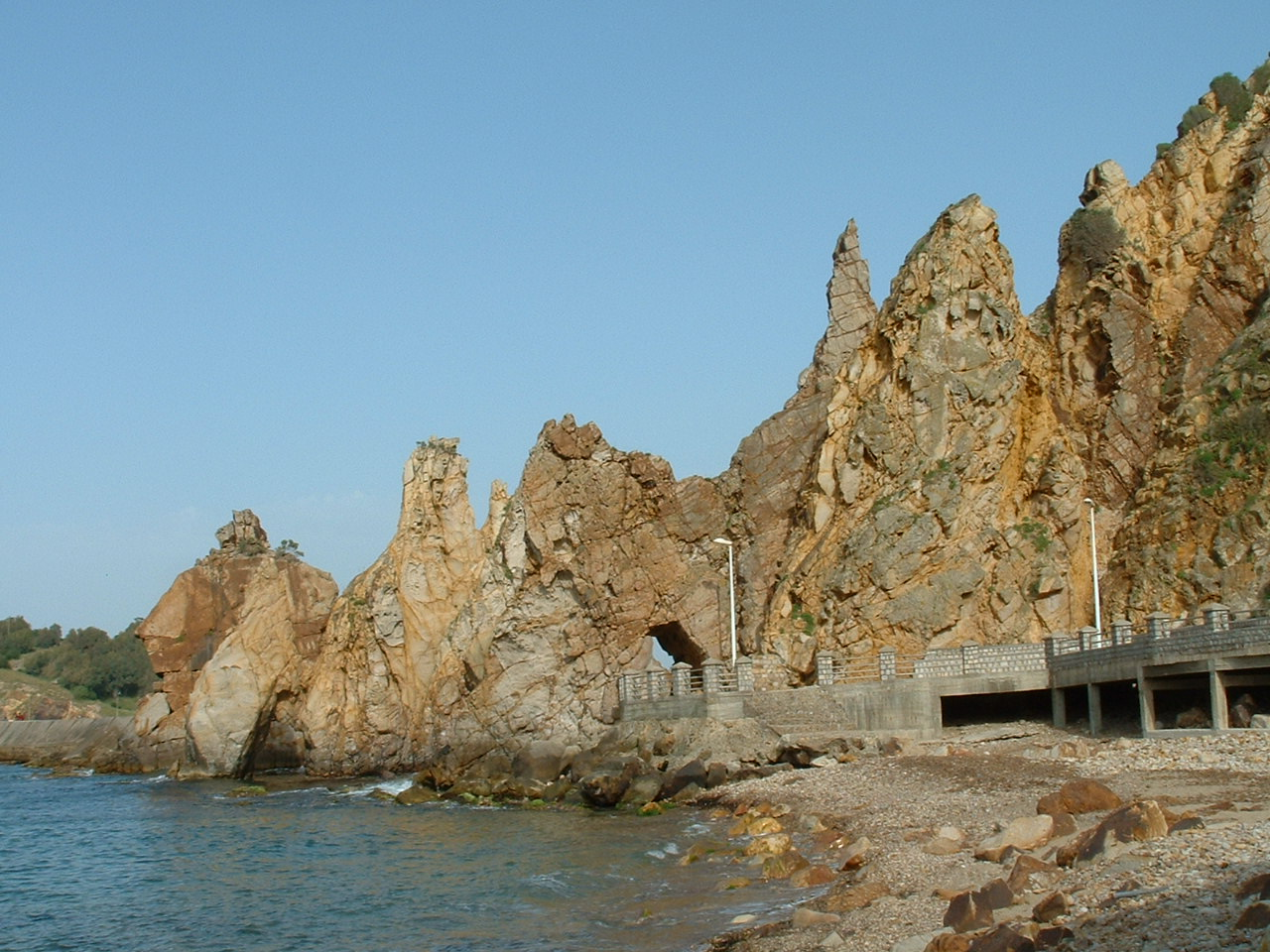
Iglice Tabarki

Iglice Tabarki (fr. Aiguilles de Tabarka) – formacja skalna w północno-zachodniej Tunezji, na wybrzeżu Morza Śródziemnego, w północnej części miasta Tabarka. Tworzy ją szereg strzelistych turni.